# Cancor
Cancor était un comte franc, probablement de Hesbaye, issu de la famille des Robertiens. Il est le fils de Robert Ier de Hesbaye et l'ancêtre de la lignée des Popponides.
Il épousa vers 740 Angila de Saxe, personnage obscur dont il eut au moins trois enfants : Heimrich, Rachilt et Euphemie.
En 764, avec sa mère Wiliswinte, il fonda l'abbaye de Lorsch. Ils en confièrent la direction à Chrodegang, archevêque de Metz, fils de Landrade, la sœur de Robert Ier de Hesbaye et donc cousin germain de Cancor.
Chrodegang dédia l'église et le monastère à saint Pierre et en devint le premier abbé. Cancor et sa mère enrichirent l'abbaye avec de nouvelles donations.
En 766, Chrodegang renonça à son office d'abbé pour se consacrer à l'archevêché de Metz.
Il fit nommer abbé de Lorsch son frère Gondeland, autre neveu de Cancor.

## Sources
- Pierre Riché, Les Carolingiens, une famille qui fit l'Europe, Paris, Hachette, coll. « Pluriel », 1983 (réimpr. 1997), 490 p. (ISBN 2-01-278851-3, présentation en ligne).
- Christian Settipani, Les ancêtres de Charlemagne, addenda, 1990 et 2000.
- Hervé Pinoteau, La symbolique royale française, Ve – XVIIIe siècle, P.S.R. éditions, 2004.